# Naomi Visser
Naomi Visser (Papendrecht, 24 de agosto de 2001) es una deportista neerlandesa que compite en gimnasia artística.
Ganó dos medallas de bronce en el Campeonato Europeo de Gimnasia Artística, en los años 2018 y 2023, ambas en la prueba por equipos.

## Palmarés internacional
| Campeonato Europeo | Campeonato Europeo    | Campeonato Europeo | Campeonato Europeo   |
| Año                | Lugar                 | Medalla            | Prueba               |
| ------------------ | --------------------- | ------------------ | -------------------- |
| 2018               | Glasgow (Reino Unido) | Medalla de bronce  | Concurso por equipos |
| 2023               | Antalya (Turquía)     | Medalla de bronce  | Concurso por equipos |